# Bahnstrecke North Pownal–Rotterdam Junction
| Gesellschaft: | PAS, CP              |                                                         |                                                         |
| Streckenlänge: | 90½ km               |                                                         |                                                         |
| Spurweite: | 1435 mm (Normalspur) |                                                         |                                                         |
| Zweigleisigkeit: | teilweise            |                                                         |                                                         |
| |                      |                                                         |                                                         |
| \| \| \| \| \| \| \| \| von Greenfield (Fortsetzung als 2. Streckengleis) \| \| \| \| \| Massachusetts/Vermont \| \| \| \| \| Pownal VT \| \| \| \| 0 \| North Pownal VT \| North Pownal VT \| \| \| \| Verbindungsgleis \| \| \| \| \| Vermont/New York (Hoosic River) \| \| \| \| \| Hoosic River \| \| \| \| 6½ \| Petersburg Junction NY \| Petersburg Junction NY \| \| \| \| Strecke North Bennington–Chatham \| \| \| \| 9½ \| Hoosick NY \| Hoosick NY \| \| \| \| Verbindungsgleis \| \| \| \| \| Hoosick Falls NY \| \| \| \| \| Strecke Greenfield–Troy \| \| \| \| 14½ \| Hoosick Falls NY \| Hoosick Falls NY \| \| \| \| Hoosic River (2×) \| \| \| \| \| von Rutland \| \| \| \| \| Hoosick Junction NY \| \| \| \| \| Walloomsac River \| \| \| \| \| von Castleton \| \| \| \| \| Hoosic River \| \| \| \| 22½ \| Eagle Bridge NY (Keilbahnhof) \| Eagle Bridge NY (Keilbahnhof) \| \| \| \| Verbindungsgleis \| \| \| \| 25½ \| Buskirk NY \| Buskirk NY \| \| \| \| East Buskirk NY \| \| \| \| \| von Greenwich \| \| \| \| 34 \| Johnsonville NY \| Johnsonville NY \| \| \| \| Verbindungsgleis \| \| \| \| \| nach Troy \| \| \| \| 38½ \| West Valley Falls NY \| West Valley Falls NY \| \| \| \| Hoosic River \| \| \| \| 40 \| Schaghticoke NY \| Schaghticoke NY \| \| \| \| Hoosic River \| \| \| \| \| nach Albany \| \| \| \| 48 \| Reynolds NY \| Reynolds NY \| \| \| \| Hudson River \| \| \| \| \| Hudson Valley Railroad (Interurban) \| \| \| \| \| von Stillwater Town \| \| \| \| \| von Saratoga Springs (Stillwater Junction) \| \| \| \| \| Hudson Valley Railroad (Interurban) \| \| \| \| \| Anthony Kill \| \| \| \| \| von Troy \| \| \| \| 54½ \| Mechanicville NY \| Mechanicville NY \| \| \| \| Coons NY \| \| \| \| \| nach Rouses Point \| \| \| \| 63 \| Ushers NY \| Ushers NY \| \| \| \| Interstate 87 \| \| \| \| 67½ \| Elnora NY \| Elnora NY \| \| \| \| Verbindung zur Strecke Delanson–Ballston Spa \| \| \| \| \| Schenectady Railway (Interurban) \| \| \| \| \| Alplaus Kill \| \| \| \| \| Strecke Delanson–Ballston Spa \| \| \| \| \| Strecke Schenectady–Syracuse \| \| \| \| \| Fonda, Johnstown and Gloversville Railroad (Interurban) \| \| \| \| 81½ \| Scotia NY \| Scotia NY \| \| \| \| Mohawk River \| \| \| \| \| von Ravena \| \| \| \| 90½ \| Rotterdam Junction NY \| Rotterdam Junction NY \| \| \| \| nach Syracuse \| \| |                      |                                                         |                                                         |
| |                      |                                                         |                                                         |
| Strecke |                      | von Greenfield (Fortsetzung als 2. Streckengleis)       | von Greenfield (Fortsetzung als 2. Streckengleis)       |
| Grenze · Grenze (Strecke außer Betrieb) |                      | Massachusetts/Vermont                                   | Massachusetts/Vermont                                   |
| Dienststation / Betriebs- oder Güterbahnhof · Bahnhof (Strecke außer Betrieb) |                      | Pownal VT                                               | Pownal VT                                               |
| ehemaliger Bahnhof · Bahnhof (Strecke außer Betrieb) | 0                    | North Pownal VT                                         | North Pownal VT                                         |
| Abzweig ehemals geradeaus und nach links · Abzweig ehemals geradeaus und von rechts |                      | Verbindungsgleis                                        | Verbindungsgleis                                        |
| Grenze (Strecke außer Betrieb) · Grenze auf Brücke über Wasserlauf |                      | Vermont/New York (Hoosic River)                         | Vermont/New York (Hoosic River)                         |
| Strecke (außer Betrieb) · Brücke über Wasserlauf |                      | Hoosic River                                            | Hoosic River                                            |
| Bahnhof (Strecke außer Betrieb) · ehemaliger Bahnhof | 6½                   | Petersburg Junction NY                                  | Petersburg Junction NY                                  |
| Kreuzung (Strecken außer Betrieb) · Kreuzung (Querstrecke außer Betrieb) |                      | Strecke North Bennington–Chatham                        | Strecke North Bennington–Chatham                        |
| Bahnhof (Strecke außer Betrieb) · Dienststation / Betriebs- oder Güterbahnhof | 9½                   | Hoosick NY                                              | Hoosick NY                                              |
| Abzweig ehemals geradeaus und von links · Abzweig ehemals geradeaus und nach rechts |                      | Verbindungsgleis                                        | Verbindungsgleis                                        |
| Dienststation / Betriebs- oder Güterbahnhof · Strecke (außer Betrieb) |                      | Hoosick Falls NY                                        | Hoosick Falls NY                                        |
| Strecke nach links · Kreuzung geradeaus unten (Strecke geradeaus außer Betrieb) · Strecke von rechts |                      | Strecke Greenfield–Troy                                 | Strecke Greenfield–Troy                                 |
| Bahnhof (Strecke außer Betrieb) · Strecke | 14½                  | Hoosick Falls NY                                        | Hoosick Falls NY                                        |
| Strecke (außer Betrieb) · Brücke über Wasserlauf |                      | Hoosic River (2×)                                       | Hoosic River (2×)                                       |
| Kreuzung geradeaus unten (Strecke geradeaus außer Betrieb) · Abzweig geradeaus, nach rechts und von rechts |                      | von Rutland                                             | von Rutland                                             |
| Strecke (außer Betrieb) · ehemaliger Haltepunkt / Haltestelle |                      | Hoosick Junction NY                                     | Hoosick Junction NY                                     |
| Brücke über Wasserlauf (Strecke außer Betrieb) · Strecke |                      | Walloomsac River                                        | Walloomsac River                                        |
| Abzweig ehemals geradeaus und von rechts · Strecke |                      | von Castleton                                           | von Castleton                                           |
| Brücke über Wasserlauf · Brücke über Wasserlauf |                      | Hoosic River                                            | Hoosic River                                            |
| Dienststation / Betriebs- oder Güterbahnhof · Dienststation / Betriebs- oder Güterbahnhof | 22½                  | Eagle Bridge NY (Keilbahnhof)                           | Eagle Bridge NY (Keilbahnhof)                           |
| Abzweig ehemals geradeaus und nach links · Abzweig geradeaus und von rechts |                      | Verbindungsgleis                                        | Verbindungsgleis                                        |
| Haltepunkt / Haltestelle (Strecke außer Betrieb) · Strecke | 25½                  | Buskirk NY                                              | Buskirk NY                                              |
| Strecke (außer Betrieb) · ehemaliger Haltepunkt / Haltestelle |                      | East Buskirk NY                                         | East Buskirk NY                                         |
| Abzweig geradeaus und von rechts (Strecke außer Betrieb) · Strecke |                      | von Greenwich                                           | von Greenwich                                           |
| Bahnhof (Strecke außer Betrieb) · Dienststation / Betriebs- oder Güterbahnhof | 34                   | Johnsonville NY                                         | Johnsonville NY                                         |
| Abzweig ehemals geradeaus und von links · Abzweig ehemals geradeaus und nach rechts |                      | Verbindungsgleis                                        | Verbindungsgleis                                        |
| Strecke · Strecke nach links (außer Betrieb) |                      | nach Troy                                               | nach Troy                                               |
| ehemaliger Bahnhof | 38½                  | West Valley Falls NY                                    | West Valley Falls NY                                    |
| Brücke über Wasserlauf |                      | Hoosic River                                            | Hoosic River                                            |
| ehemaliger Bahnhof | 40                   | Schaghticoke NY                                         | Schaghticoke NY                                         |
| Brücke über Wasserlauf |                      | Hoosic River                                            | Hoosic River                                            |
| Abzweig geradeaus und ehemals nach links |                      | nach Albany                                             | nach Albany                                             |
| ehemaliger Haltepunkt / Haltestelle | 48                   | Reynolds NY                                             | Reynolds NY                                             |
| Brücke über Wasserlauf |                      | Hudson River                                            | Hudson River                                            |
| Kreuzung geradeaus oben (Querstrecke außer Betrieb) |                      | Hudson Valley Railroad (Interurban)                     | Hudson Valley Railroad (Interurban)                     |
| Abzweig geradeaus und ehemals von rechts |                      | von Stillwater Town                                     | von Stillwater Town                                     |
| Abzweig geradeaus, ehemals nach rechts und ehemals von rechts |                      | von Saratoga Springs (Stillwater Junction)              | von Saratoga Springs (Stillwater Junction)              |
| Kreuzung geradeaus oben (Querstrecke außer Betrieb) |                      | Hudson Valley Railroad (Interurban)                     | Hudson Valley Railroad (Interurban)                     |
| Brücke über Wasserlauf |                      | Anthony Kill                                            | Anthony Kill                                            |
| Abzweig geradeaus, ehemals nach links und von links |                      | von Troy                                                | von Troy                                                |
| Dienststation / Betriebs- oder Güterbahnhof | 54½                  | Mechanicville NY                                        | Mechanicville NY                                        |
| ehemaliger Haltepunkt / Haltestelle |                      | Coons NY                                                | Coons NY                                                |
| Abzweig geradeaus und ehemals nach rechts |                      | nach Rouses Point                                       | nach Rouses Point                                       |
| ehemaliger Haltepunkt / Haltestelle | 63                   | Ushers NY                                               | Ushers NY                                               |
| Strecke mit Straßenbrücke |                      | Interstate 87                                           | Interstate 87                                           |
| ehemaliger Haltepunkt / Haltestelle | 67½                  | Elnora NY                                               | Elnora NY                                               |
| Abzweig geradeaus und nach rechts |                      | Verbindung zur Strecke Delanson–Ballston Spa            | Verbindung zur Strecke Delanson–Ballston Spa            |
| Kreuzung geradeaus oben (Querstrecke außer Betrieb) |                      | Schenectady Railway (Interurban)                        | Schenectady Railway (Interurban)                        |
| Brücke über Wasserlauf |                      | Alplaus Kill                                            | Alplaus Kill                                            |
| Kreuzung geradeaus oben |                      | Strecke Delanson–Ballston Spa                           | Strecke Delanson–Ballston Spa                           |
| Kreuzung geradeaus oben |                      | Strecke Schenectady–Syracuse                            | Strecke Schenectady–Syracuse                            |
| Kreuzung geradeaus oben (Querstrecke außer Betrieb) |                      | Fonda, Johnstown and Gloversville Railroad (Interurban) | Fonda, Johnstown and Gloversville Railroad (Interurban) |
| ehemaliger Bahnhof | 81½                  | Scotia NY                                               | Scotia NY                                               |
| Brücke über Wasserlauf |                      | Mohawk River                                            | Mohawk River                                            |
| Abzweig geradeaus und von links |                      | von Ravena                                              | von Ravena                                              |
| Dienststation / Betriebs- oder Güterbahnhof | 90½                  | Rotterdam Junction NY                                   | Rotterdam Junction NY                                   |
| Strecke |                      | nach Syracuse                                           | nach Syracuse                                           |

Die Bahnstrecke North Pownal–Rotterdam Junction ist eine Eisenbahnstrecke in Vermont und New York (Vereinigte Staaten). Sie ist etwa 90 Kilometer lang und verbindet unter anderem die Städte Pownal (Vermont), Johnsonville (New York) und Scotia (New York). Die Strecke gehört zum großen Teil den Pan Am Railways. Lediglich der Abschnitt von Mechanicville bis zum Abzweig kurz nach Elnora gehört der Canadian Pacific Railway, jedoch dürfen die Züge der Pan Am Railways den Abschnitt mitbenutzen. Beide Gesellschaften betreiben ausschließlich Güterverkehr auf der Strecke. Zwischen Hoosick und Johnsonville befahren die Züge seit 1980 ausschließlich die parallel liegende Bahnstrecke Greenfield–Troy.

## Geschichte

### Bau
Nachdem 1875 der Hoosac-Tunnel fertiggestellt war, konnten Züge aus Richtung Boston in Richtung der Großen Seen ohne größere Umwege fahren. Die Troy and Boston Railroad, deren Hauptstrecke durch den Tunnel führte, hatte jedoch ihre Strecke so gebaut, dass die Züge durch Troy fahren mussten, um in Richtung Westen zu gelangen. Die Boston, Hoosac Tunnel and Western Railway (BHT&W) wurde daher 1877 mit dem Ziel gegründet, eine Querverbindung vom Hoosac-Tunnel zu den Hauptstrecken der West Shore Railroad und der New York Central Railroad, die in Richtung Syracuse und Buffalo führten, zu bauen. Der Knotenpunkt zu diesen Strecken entstand westlich von Scotia am Mohawk River, an dessen beiden Ufern die Strecken nach Syracuse verliefen. Später wurde hier eine Siedlung gegründet, die nach dem Knotenpunkt Rotterdam Junction genannt wurde. Die Bauarbeiten begannen sofort und am 1. Januar 1879 ging die Strecke in Betrieb. Zwischen Eagle Bridge und einem Punkt westlich von Schaghticoke konnte die Trasse der 1859 stillgelegten Bahnstrecke Albany–Eagle Bridge verwendet werden, sodass auf diesem Abschnitt kaum Trassierungsarbeiten nötig waren. Die Troy&Boston erhob gegen den Streckenbau Einspruch, da sie eine starke Konkurrenz fürchtete, der jedoch vor Gericht abgewiesen wurde.

### Konkurrenzsituation
Inzwischen hatte die Troy&Boston begonnen, ihre Strecke zweigleisig auszubauen. Die BHT&W baute auf dem in Vermont liegenden Abschnitt ein zweites Gleis direkt neben die Troy&Boston-Strecke, das an der Grenze nach Massachusetts endete und 1880 mit dem von Boston her fertiggestellten zweiten Streckengleis verbunden wurde. Die Troy&Boston-Strecke war damit von Greenfield (Massachusetts) bis North Pownal zweigleisig ausgebaut, das zweite Gleis gehörte jedoch von der Grenze zwischen Massachusetts und Vermont bis North Pownal der BHT&W. Die Konkurrenzsituation der beiden Gesellschaften um den Verkehr nach Westen war von zahlreichen Gerichtsprozessen und Streitereien geprägt und keine der beiden Bahnen konnte sich gegenüber der anderen behaupten. Dennoch wurde die Strecke von Johnsonville bis Rotterdam Junction ebenfalls zweigleisig ausgebaut. 1887 endete dieser Streit damit, dass die Fitchburg Railroad beide Strecken kaufte. Nun befuhren die Züge die beiden zwischen North Pownal und Johnsonville teilweise in Sichtweite nebeneinander liegenden Strecken im Richtungsverkehr. Ab 1900 oblag der Boston and Maine Railroad der Betrieb, die die Fitchburg aufgekauft hatte. 

### Weiterer Betrieb
Der Abschnitt zwischen Mechanicville und dem Abzweig westlich von Elnora wurde schon bald an die Delaware and Hudson Railway verkauft, die der Boston&Maine aber weiterhin ein Mitbenutzungsrecht einräumte. Andererseits erwarb die Delaware&Hudson ein Mitbenutzungsrecht für den Abschnitt zwischen Eagle Bridge und Mechanicville. Der Durchgangsverkehr von Boston in Richtung Syracuse und Buffalo über die Strecke war nie sonderlich umfangreich, sodass bereits Anfang der 1920er Jahre der Personenverkehr zwischen Mechanicville und Rotterdam Junction und etwa 1938 zwischen Johnsonville und Mechanicville eingestellt wurde. Auf dem restlichen Streckenabschnitt fuhren noch bis Januar 1958 Personenzüge. Das zweite Streckengleis wurde weitgehend abgebaut, lediglich die Abschnitte vom früheren Haltepunkt Reynolds an der Old Schaghticoke Road über den Hudson River bis nach Stillwater Junction und von Elnora bis zum Abzweig der Delaware&Hudson-Strecke nach Ballston Spa sind bis heute zweigleisig geblieben. 1980 endete auch der Richtungsverkehr und die hier beschriebene Strecke wurde zwischen Hoosick und Johnsonville stillgelegt. Alle Züge befuhren auf diesem Abschnitt nun nur noch die (eingleisige) Parallelstrecke der früheren Troy&Boston. Die mittlerweile unter dem Namen Pan Am Railways firmierende Bahngesellschaft betreibt die Reststrecke weiterhin im Güterverkehr, der Abschnitt von Mechanicville bis zum Abzweig hinter Elnora gehört mittlerweile der Canadian Pacific Railway, die jedoch den Pan Am Railways weiterhin das bereits seit Jahrzehnten mit den jeweiligen Vorgängerbetrieben bestehende Mitbenutzungsrecht einräumt.

## Streckenbeschreibung
Die Strecke beginnt nördlich vom Bahnhof North Pownal in Vermont, wo sie von der Trasse der Bahnstrecke Greenfield–Troy abzweigt. Sie überquert zunächst die Bundesstaatengrenze nach New York und zweimal den Hoosic River, dessen Verlauf sie bis Schaghticoke folgen wird. In Hoosick wechselt das in Betrieb befindliche Gleis auf die parallele Strecke. Die hier beschriebe Bahnstrecke ist im weiteren Verlauf bis Johnsonville stillgelegt. Sie führt entlang des Flusses bis zum Knotenbahnhof Eagle Bridge und weiter nach Johnsonville und unterquert dabei die Parallelstrecke. Die beiden Strecken trennen sich nach Johnsonville und die Strecke nach Rotterdam Junction verlässt wenige Kilometer darauf das Flusstal, um kurz vor Mechanicville den Hudson River zu überqueren. Im Knotenpunkt Mechanicville beginnt der Abschnitt der Strecke, der der Canadian Pacific gehört. Die Trasse führt nun in südwestliche Richtung bis kurz vor Schenectady, wo eine Verbindungsstrecke zur Hauptstrecke der Canadian Pacific abbiegt. Nördlich an der Stadt vorbei, durch Scotia hindurch, verläuft die Strecke weiter parallel zum Mohawk River, den sie hinter Scotia überquert. Kurz darauf ist der Knotenpunkt Rotterdam Junction erreicht, wo sich früher ein größeres Bahnbetriebswerk der Boston&Maine befunden hat. Hier wechseln die Züge über eine kurze Verbindungsstrecke auf die Hauptstrecke der CSX Transportation in Richtung Syracuse.